# Pidlissia (obwód lwowski)
Pidlissia (ukr. Підлісся) – wieś na Ukrainie, w obwodzie lwowskim, w rejonie stryjskim (do 2020 roku w rejonie mikołajowskim).
Do 1946 roku miejscowość nosiła nazwę Kolonia (ukr. Колонія, Kołonija).